# Brahma-Sutra
Das Brahma-Sutra, auch als Vedanta-Sutra bezeichnet, zählt im Hinduismus zu den Schriften der orthodoxen brahmanischen Tradition.
Um die maßgeblichen Schriftstellen aus den Upanishaden, der Bhagavadgita sowie weiteren heiligen Schriften zu erfassen und in einen systematischen, philosophischen Zusammenhang bringen zu können, wurde ein Leitfaden in strenger Versform (Sutra) geschaffen. Er schloss die zerstreuten Einzeläußerungen der Texte zu einem System zusammen. Ein solcher Leitfaden liegt in den Brahma-Sutras vor, als dessen Verfasser der Weise Badarayana gilt.
Indische Tradition identifiziert ihn mit Vyasa, dem mythischen Autoren des Epos Mahabharata. Die Entstehungszeit des Brahma-Sutra ist unklar. Da in dem Werk aber schon die Lehren spätbuddhistischer Systeme kritisiert werden, kann es in seiner heutigen Form nicht vor den ersten Jahrhunderten nach Beginn unserer Zeitrechnung entstanden sein. Möglicherweise gab es eine ältere Literatur, die nicht erhalten geblieben ist.

## Form
Das Brahma-Sutra besteht aus 555 Aphorismen, die in vier Kapiteln von je vier Abschnitten angeordnet sind.

Die Aphorismen bestehen zumeist aus wenigen Worten, die ohne einen Kommentar oder einen Lehrer völlig unverständlich bleiben. Offenbar war es die Absicht des Verfassers, dem Studierenden der Geheimlehre mit Stichworten eine Gedächtnisstütze zu geben.
Aus diesem Grunde herrschte über die wahre Lehre Badarayanas und den Sinn der einzelnen Sutras bereits in alter Zeit in Indien Unklarheit und es wurden verschiedene Kommentare zu dem rätselhaften und dennoch hoch angesehenen Werk geschrieben.

## Inhalt
Das Brahma-Sutra führt die Ansichten einer größeren Zahl von Meistern an, die zu wichtigen Punkten völlig verschiedene Standpunkte vertraten. Es scheint so, dass etwa verschiedene Theorien über das Verhältnis der Einzelseele zum Allgeist bestanden haben und von Badarayana der Versuch unternommen wurde, eine Lehre festzulegen, die folgende Eckpunkte umfasste:
Das Brahman ist die materielle und bewirkende Ursache alles Existierenden.
Das Brahman ist der Urgrund aller Einzelseelen.
Die „erlöste“ Einzelseele lebt ewig als individuelles Geistwesen.
Die Ansicht, dass Brahman die materielle Ursache der Welt sei, wird in späteren Kommentaren dahin gewandelt, dass alle Vielheit eine Scheinmanifestation eines ansonsten unveränderlichen Seins ist.
Diese Vorstellung von der „Nicht-Zweiheit“, Advaita, wurde erstmals vom Philosophen Gaudapada und seinem Schüler Govinda genannt.
Hervorragender Vertreter dieser Lehre ist einer der wichtigsten Philosophen des Hinduismus, Shankara (vermutlich 788–820), ein Schüler von Govinda. In seinem System des Advaita Vedanta (Nicht-Zweiheit) geht er von einem All-Einen Geist aus, welcher infolge der „Zauberkraft“ Maya als Vielheit erscheint.
In seinem großen Kommentar zum Brahma-Sutra versucht Shankara alle Stellen in diesem Sinne zu interpretieren.
Diese Theorie Shankaras von der absoluten Nicht-Zweiheit oder „maya-vada“ (Lehre von der Weltillusion) übte bis zur Gegenwart großen Einfluss auf die Entwicklung der indischen Philosophie aus.